# Snoek-Effekt
Der Snoek-Effekt [snuːk], benannt nach seinem Entdecker, dem Niederländer Jakob Louis Snoek, ist ein mechanisches Dämpfungsphänomen, das in Metallen mit kubisch raumzentrierter Kristallstruktur und teilbesetzten Oktaederlücken auftritt. Ein wichtiges Beispiel für Materialien, in denen der Snoek-Effekt auftritt, ist kohlenstoffhaltiges α-Eisen, in dem die Kohlenstoffatome auf Oktaederlücken des Eisengitters gelöst sind.
Im unbelasteten Zustand des Kristalls sind die interstitiell auf Oktaederlücken gelösten Fremdatome statistisch auf alle Oktaederlücken verteilt. Die Oktaederlücken im kubisch raumzentrierten Kristallgitter sind im Gegensatz zum kubisch flächenzentrierten und hexagonal dicht gepackten Kristallgitter anisotrop, das heißt, der Abstand der Mitte des Oktaeders zu den beiden Spitzen ist kleiner als der Abstand der Mitte zu den anderen Ecken des Oktaeders. Die Ausrichtung der Spitzen der Oktaederlücken ist gleichmäßig und regelmäßig auf alle drei Raumrichtungen verteilt. Wenn das Volumen des interstitiellen Fremdatoms das von der Oktaederlücke zur Verfügung gestellte Volumen überschreitet, wird das Kristallgitter in der Nähe der besetzten Oktaederlücken elastisch verzerrt.
Legt man zum Beispiel in z-Richtung des Kristalls eine elastische Zugspannung an, so werden in Oktaederlücken, deren Spitzen in z-Richtung ausgerichtet sind (z-Oktaederlücken), die beiden kurzen Atomabstände gedehnt, während die vier langen Atomabstände auf Grund der Querkontraktion gestaucht werden, das heißt, die Anisotropie dieser Oktaederlücken wird verringert. Dagegen nimmt die Anisotropie der Oktaederlücken, deren Spitzen in x- und y-Richtung zeigen, zu. Das bedeutet, dass die elastische Verzerrung nun bei Einlagerung der Fremdatome in die z-Oktaederlücken geringer ist als bei Einlagerung in die x- bzw. y-Oktaederlücken. Folglich werden die Fremdatome nun bevorzugt in z-Oktaederlücken eingelagert.
Die Umlagerung der Fremdatome erfolgt nicht sofort, sondern durch einen Relaxationsprozess. Die Sprünge von einem Oktaederplatz zum nächsten sind auch für die Diffusion verantwortlich. Bei Anlegen einer mechanischen Spannung erfolgt also eine zeitabhängige Änderung der Ausmaße des Kristalls – also  ein anelastisches Verhalten, das mit einer mechanischen Dämpfung verbunden ist. Bei Entlastung des Kristalls erfolgt analog eine Rückkehr zur statistischen Besetzung der Oktaederlücken.
Da die Relaxationszeit des Snoek-Effekts bei Raumtemperatur in der Größenordnung von 1 Sekunde liegt, sind zur zyklischen Anregung der Probe z. B. mechanische Pendelschwingungen geeignet. Über die Abhängigkeit der mechanischen Dämpfung einer Materialprobe von Frequenz und Temperatur lässt sich so die Aktivierungsenergie für Diffusionsprozesse im Material ermitteln. Die Stärke der Dämpfung erlaubt Rückschlüsse auf den Gehalt an gelösten Fremdatomen.